# 171 (število)
171 (stó enainsedemdeset) je naravno število, za katero velja 171 = 170 + 1 = 172 - 1.

## V matematiki
- trikotniško število {\displaystyle 171=18(18+1)/2\,\!}.
- palindromno število.
- Harshadovo število.

## Drugo

### Leta
- 171 pr. n. št.
- 171, 1171, 2171